# 高崎警察署
高崎警察署（たかさきけいさつしょ）は、群馬県警察が管轄する警察署の一つである。

## 所在地
- 群馬県高崎市台町4番地3

## 管轄区域
- 高崎市のうち旧市内、塚沢地区、片岡地区、佐野地区、六郷地区、新高尾地区、中川地区、豊岡地区、大類地区、南八幡地区、岩鼻地区、倉賀野地区、京ヶ島地区、滝川地区、新町地区、吉井地区

## 沿革
- 2011年（平成23年）3月16日:高崎市新町（旧多野郡新町）・高崎市吉井町（旧多野郡吉井町）の管轄が、藤岡警察署から高崎警察署に移管。
- 2022年（令和4年）4月1日:高崎北警察署新設により群馬交番、箕郷町交番、榛名交番、剣崎駐在所、北新波駐在所、三ノ倉駐在所、権田駐在所管轄区域が分離。

## 組織
- 警務課 - 警務係、警察安全相談係、犯罪被害者支援係
- 留置管理課 - 留置管理係
- 会計課 - 会計係
- 生活安全課 - 生活安全係
- 地域課 - 地域係
- 刑事第一課 - 総務係、刑事係、鑑識係
- 刑事第二課 - 総務係、刑事係
- 交通課 - 交通係
- 警備課 - 警備係

## 交番
- 問屋町交番（高崎市問屋町二丁目10番地2）
- 飯塚町交番（高崎市飯塚町222番地4）
- 柳通り交番（高崎市柳川町22番地4）
- 高崎駅東交番（高崎市栄町245番地2）
- 高崎駅西交番（高崎市八島町128番14）
- 片岡交番（高崎市石原町1475番地）
- 高関町交番（高崎市高関町143番地）
- 西島町交番（高崎市西島町83番地1）
- 倉賀野町交番（高崎市倉賀野町1784番地4）
- 新町交番（高崎市新町1222番地1）
- 吉井町交番（高崎市吉井町吉井乙90）

## 駐在所
- 筑縄駐在所（高崎市筑縄町33番地7）
- 中尾駐在所（高崎市中尾町772番地4）
- 豊岡駐在所（高崎市下豊岡町93番地12）
- 山名駐在所（高崎市山名町283番地4）
- 下滝駐在所（高崎市下滝町766番地1）

## 主な事件
- 功明ちゃん誘拐殺人事件 - 1987年（昭和62年）9月14日16時50分ごろ、高崎市筑縄町の男児（当時5歳：幼稚園児）が自宅近くの「地神社」（座標）に出掛けたまま行方不明になり、同日18時30分ごろから16日7時50分にかけ、男児の家に男の声で身代金2000万円を要求するなどの脅迫電話が3回、男児の声で「これから帰るよ」との電話が1回あった[1]。事件発生から44時間後の同月16日12時30分ごろ、同市鼻高町の寺沢川（碓氷川支流）に架かる「入の谷津橋」（座標）下で全裸の男児の遺体が発見された[1]。被害者の男児は誘拐翌日の15日未明、橋の上から生きたまま約13 m下の川へ投げ落とされて殺害されたものと思われる[2]。高崎署に設置された特別捜査本部は殺人・身代金目的誘拐などの容疑で捜査を行い、事件発生から2002年（平成14年）9月13日までの15年間で捜査員26万4000人を投入して22000世帯への聞き込み、不審者など約4200人、車両約4万2000台を対象とした調査などを行ったが、電話の逆探知による発信元の特定に失敗したことや、犯人の声の録音テープの音質が悪かったこと、また物的証拠や有力な目撃情報が乏しかったことから未解決のまま、事件発生から15年後の2002年（平成14年）9月14日0時に殺人罪の公訴時効が成立した[3]。戦後日本で発生した身代金目的誘拐殺人事件が未解決のまま公訴時効を迎えた史上初の事件で、特捜本部は2002年9月13日午前、被疑者不詳のまま事件を前橋地検に書類送検した[3]。